# Semigrupo

Estructuras algebraicas entre magma y grupo.

Un semigrupo es un sistema algebraico de la forma {\displaystyle (A,\circledcirc )}  en la cual A es un conjunto no vacío, {\displaystyle \circledcirc } es una  operación interna definida en A:
{\displaystyle {\begin{array}{rccl}\circledcirc :&A\times A&\longrightarrow &A\\&(a,b)&\longmapsto &c=a\circledcirc b\end{array}}}
Un semigrupo cumple las dos siguientes propiedades:
| 1. Operación interna: para cualquiera de los dos elementos del conjunto A operados bajo {\displaystyle \circledcirc }, el resultado siempre pertenece al mismo conjunto A. Es decir: {\displaystyle \forall x,y\in A\;:\quad x\circledcirc y\in A}. 2. Asociatividad: para cualquier elemento del conjunto A no importa el orden en que se operen las parejas de elementos, mientras no se cambie el orden de los elementos (ver grupo abeliano), siempre dará el mismo resultado. Es decir: {\displaystyle \forall x,y,z\in A\;:\quad x\circledcirc (y\circledcirc z)=(x\circledcirc y)\circledcirc z}. |

En otras palabras, un semigrupo es un magma asociativo. Si además se cumple la propiedad conmutativa:
| Conmutatividad: un conjunto A tiene la propiedad conmutativa respecto a la operación interna {\displaystyle \circledcirc } si: {\displaystyle \forall a,b\in A\;:\quad a\circledcirc b=b\circledcirc a} |

se dice que es un semigrupo conmutativo o abeliano.

## Ejemplos
Un ejemplo de semigrupo conmutativo es el conjunto de los números naturales, {\displaystyle N} con la operación suma, +. Que se representa: {\displaystyle (N,+)\,}.
{\displaystyle {\begin{array}{rccl}+:&N\times N&\longrightarrow &N\\&(a,b)&\longmapsto &c=a+b\end{array}}}
Podemos ver que '+' es:
Una operación interna, dado que la suma de dos números naturales es otro número natural:
{\displaystyle \forall a,b\in N\;:\quad a+b\in N}.
Una operación asociativa:
{\displaystyle \forall a,b,c\in N\;:\quad (a+b)+c=a+(b+c)}.
Y conmutativa:
{\displaystyle \forall a,b\in N\;:\quad a+b=b+a}.
Luego {\displaystyle (N,+)\,} es semigrupo conmutativo o abeliano.
Otros ejemplos son los formados por el conjunto {\displaystyle Z}+ de los enteros positivos junto con una cualquiera de las siguientes operaciones:
- la multiplicación
- la obtención del m.c.d.
- la obtención del m.c.m.

Estos tres son semigrupos abelianos,
- Consideremos el conjunto potencia de A,  P(A) = {X/ X⊂ A}; P(A) tanto con la unión cuanto la intersección de conjuntos es un semigrupo con unidad.[2] Unidad para la unión es el conjunto vacío; y en este ejemplo, la unidad para la intersección será el conjunto A.
- Sea {\displaystyle M_{n}} el conjunto de la matrices reales de orden n, con la suma de matrices. En tal caso es un semigrupo conmutativo. Lo mismo, cuando se considera la multiplicación es un semigrupo, pero no es conmutativo.[3]
- Sea {\displaystyle P_{n}} el conjunto de matrices estocásticas con la habitual multiplicación de matrices; si es así es un semigrupo.[4]

- Sea  S = {4k+1/ k ∈ ℕ}  con la multiplicación habitual de números naturales. Luego S es un semigrupo multiplicativo.

## Subsemigrupo
Considerando S´ ⊂ S donde S es un semigrupo con la operación º, diremos que S´ es un subsemigrupo  si xºy está en S´ para cualquier x, y elementos de S´.

### Ejemplos
- El conjunto 4ℤ de los múltiplos enteros de 4, con la adición de enteros, es un subsemigrupo del semigrupo 2ℤ aditivo de los pares enteros.
- El conjunto de las matrices diagonales de orden 2, con la suma de matrices, es un subsemigrupo del semigrupo aditivo de la matrices cuadradas de orden 2.[6]

## Cuasi grupo
Un cuasi grupo Q  es un sistema de elementos Q(a,b,c,...) en el cual está definida una operación binaria de producto ab tal que, en ab = c cualquiera de los dos de a, b, c determina, de modo único, el tercero como elemento de Q.

### Proposición
Un grupo es a la vez un semigrupo y un cuasi grupo.

## Lazo
Un lazo es un cuasi grupo con una unidad 1 tal que 1a = a1 = a para cualquier elemento a.